# Isopsera caligula
Isopsera caligula är en insektsart som beskrevs av Sigfrid Ingrisch 1990. Isopsera caligula ingår i släktet Isopsera och familjen vårtbitare. Inga underarter finns listade i Catalogue of Life.